# Samostalna demokratska srpska stranka
Samostalna demokratska srpska stranka (SDSS) je hrvatska politička stranka koja zastupa interese srpske nacionalne manjine u Republici Hrvatskoj.
SDSS je demokratska stranka liberalne i socijaldemokratske orijentacije.

## Povijest
Formirana je 1997. godine na području Istočne Slavonije koje je tada bilo pod upravom UNTAES-a, odnosno bivšim područjem Republike Srpske Krajine koje je temeljem Erdutskog sporazuma mirno prelazilo pod hrvatski suverenitet. Većina članova nove stranke su bili bivši funkcionari SDS koji su se kasnije spojili sa srpskim političarima koji su, poput Milorada Pupovca za vrijeme rata bili na područjima pod hrvatskom vlašću. Naziv je uzet kao referenca na Samostalnu demokratsku stranku koja je djelovala prije drugog svjetskog rata, a koja je zastupala federalizam i ravnopravnost država u Kraljevini Jugoslaviji.
SDSS je ispočetka bila ograničena na Istočnu Slavoniju, a u drugim područjima se borila sa Srpskom narodnom strankom za glasove Srba. Na parlamentarnim izborima 2003. godine SDSS je osvojila sva tri mjesta rezervirana za srpsku etničku manjinu. Na lokalnim izborima 2005. godine, SDSS je osvojila vlast u nekim općinama Hrvatske, prije svega zahvaljujući Srbima koji su se vratili iz izbjeglištva nakon Operacije Oluja.
Nakon izbora 2003. godine SDSS omogućio je HDZ-u da pod Ivom Sanaderom sastavi parlamentarnu većinu. 
Na izborima 2007. godine SDSS se po prvi put natjecala za saborske mandate u redovnoj izbornoj jedinici. Kao i 2003. godine u posebnoj XII. izbornoj jedinici osvojila je sva tri mjesta rezervirana za srpsku manjinu.

## Izbori

### Hrvatski sabor
| Godina | %-glasova | Broj zastupnika u Saboru | XII. izborna jedinica | XII. izborna jedinica (Zastupnici srpske manjine) | Dio Vlade?    |
| ------ | --------- | ------------------------ | --------------------- | ------------------------------------------------- | ------------- |
| 2003.  | 1.9%      | 3 / 151                  | 3 / 8                 | 3 / 3                                             | Potpora vladi |
| 2007.  | 2.0%      | 3 / 151                  | 3 / 8                 | 3 / 3                                             | Dio vlade     |
| 2011.  | 2.0%      | 3 / 151                  | 3 / 8                 | 3 / 3                                             | Potpora vladi |
| 2015.  | 2.0%      | 3 / 151                  | 3 / 8                 | 3 / 3                                             | Oporba        |
| 2016.  | 2.0%      | 3 / 151                  | 3 / 8                 | 3 / 3                                             | Potpora vladi |
| 2020.  | 2.0%      | 3 / 151                  | 3 / 8                 | 3 / 3                                             | Dio vlade     |

## Predsjednik stranke
| Br. | Br. | Ime                   | Ime | Trajanje mandata                  |
| --- | --- | --------------------- | --- | --------------------------------- |
| 1.  |     | Vojislav Stanimirović |     | 5. ožujka 1997. – 2. srpnja 2017. |
| 2.  |     | Milorad Pupovac       |     | 2. srpnja 2017. – danas           |

## Vanjske poveznice
- Službena stranica
- Časopis Novi Plamen - dva vodeća člana stranke članovi su njegovog Savjeta  Arhivirana inačica izvorne stranice od 3. kolovoza 2011. (Wayback Machine)